# Palazzo di giustizia (Bratislava)
Il Palazzo di giustizia è un complesso di Bratislava in via Záhradnícka, che ospita il Tribunale regionale di Bratislava e il Tribunale distrettuale di Bratislava I. Vi è annesso un carcere. Gli autori del progetto di costruzione sono gli architetti Alexander Skutecký e Vojtech Holesch.
La sua costruzione fu decisa negli anni 1920, poiché la vecchia prigione del 1844 stava cadendo in rovina. I lavori del palazzo di giustizia ebbero inizio il 29 dicembre 1930, ma la costruzione della prigione annessa subì dei ritardi e incominciò solo nel 1934. Fu consegnato per scopi di detenzione preventiva nel dicembre del 1936, ed entrò in servizio il 15 gennaio 1937.
La prigione fu costruita secondo il modello panoptico della Pennsylvania, il che significa che su tutti e tre i piani i corridoi dei quattro bracci disposti a croce convergono verso un atrio circolare al centro. Inizialmente aveva una capacità di 358 persone, che è stata portata a 255 imputati e 487 condannati, per un totale di 742 persone, attraverso successivi ampliamenti. L'edificio del carcere è stato completamente ricostruito tra il 2015 e il 2018.

## Descrizione
L'edificio monumentale simmetrico ha una pianta disposta attorno a due cortili rettangolari. L'ala principale con un'imponente facciata, ospita l'atrio centrale e le sale riunioni. Nel cortile principale si trova un edificio carcerario a forma di croce. Oltre alla pianta del pavimento, il monumentalismo nello spirito delle tendenze classiciste contemporanee si riflette anche nel disegno delle facciate con alti pilastri continui, cornici marcate e un alto zoccolo rivestito di travertino. L'edificio è un tipico esempio di architettura di istituzioni pubbliche.